# X.Org

X.Org Server est un serveur d'affichage

X.Org est un serveur X libre issu d'un fork de XFree86 en janvier 2004 à la suite d'un désaccord sur le changement de licence de XFree86. Il fonctionne avec la plupart des systèmes d'exploitation de type UNIX (GNU/Linux, dérivés de BSD, Solaris, etc.), mais aussi avec Microsoft Windows via Cygwin. Du fait de sa licence, il connaît une grande popularité au sein de la communauté du logiciel libre où il a remplacé XFree86.
La gouvernance du projet est assurée par la fondation X.Org, laquelle réalise à la fois les développements en conjonction avec la communauté Freedesktop.org tout en veillant à la cohérence de l'ensemble de ses projets.

## Changement de licence et dérivés

### Changement de licence de XFree86
XFree86 était à l'origine sous licence MIT. En janvier 2004, XFree86 4.4 voit sa licence changer pour une licence proche des premières licences BSD (avec une clause de citation d'auteur) en moins permissive. La Free Software Foundation considère que cette licence est incompatible avec la Licence publique générale GNU version 2 mais compatible avec la version 3, si bien que beaucoup de projets et de développeurs ont suivi le fork X.Org.

### Dérivés de X.Org
- Xming, créé dès 2004, est un portage de X.Org pour Microsoft Windows ;
- Xenocara, apparu en 2006 sur OpenBSD, est un serveur X basé sur X.Org 7.1 ;
- Xgl, apparu également en 2006, est un serveur X basé sur X.Org et recourant à OpenGL ;
- AIGLX a été développé en réaction à Xgl. Il s'appuie sur X.Org pour proposer une accélération matérielle via OpenGL. AIGLX a été fusionné avec le projet X.Org à partir de la version 7.1 de ce dernier ;
- VcXsrv pour Windows, est également basé sur le code source de X.org ;
- XLibre est apparu le 5 juin 2025, en réaction à l'abandon du développement de X.Org en faveur de Wayland[4].

## Historique des versions
La première version est sortie le 6 avril 2004 sous le nom X11R6.7.0. Elle est basée sur XFree86 4.4RC2 juste avant le changement de licence. Un bon nombre de développeurs de XFree86 se sont joints au projet. Vient ensuite la version X11R6.8 qui ajoute le support de la transparence et de l'ombrage.
X11R6.9 et X11R7 sortent simultanément le 21 décembre 2005. Les deux versions offrent les mêmes fonctionnalités, mais la version 7.0 apporte un système de compilation modulaire (avec GNU Autotools). Parmi les nouveautés, citons la gestion du « multisiège », permettant de faire fonctionner plusieurs postes de travail complets (clavier, écran, souris) sur un même ordinateur, et l'implémentation du procédé d'accélération EXA (désactivé par défaut cependant).
La version 7.1 arrive le 22 mai 2006, quatre mois après la version 7.0 et intègre notamment AIGLX. Depuis la sortie de cette version, la branche 6.* n'est maintenue que pour des mises à jour de sécurité.
La version 7.2, sortie le 15 février 2007, apporte l'autoconfiguration, et une meilleure intégration des gestionnaires de fenêtres utilisant openGL comme Compiz et Beryl.
La version 7.3, sortie le 6 septembre 2007, intègre Xserver 1.4 et ajoute, entre autres, le support du Input hotplug, permettant ainsi de se passer dans la majorité des cas de fichier de configuration.
La version 7.4, sortie le 23 septembre 2008, intègre Xserver 1.5.1 qui inclut de nombreuses améliorations dans le support de EXA.
Dans l'intervalle, Xserver 1.6 sortie le 25 février 2009 intègre DRI2 dans le cadre de l'effort réalisé pour mettre à jour l'architecture de rendu de Xserver qui avait fini par être dépassée.
La version 7.5 de X.Org est sortie le 26 octobre 2009 et intègre Xserver 1.7 ainsi que MPX pour la gestion des pointeurs multiples. Le serveur X.org ne dépend plus de HAL (sur les systèmes GNU/Linux, Xserver s'appuie donc directement sur la bibliothèque libudev).
La version 7.6 de X.Org est sortie le 20 décembre 2010. Les répertoires de configuration de X.Org sont utilisés pour permettre à la configuration du serveur X d'être scindée en plusieurs fichiers individuels. La configuration des périphériques d'entrée est maintenant fournie dans des sections InputClass séparées. udev est maintenant utilisé par le serveur X sur les systèmes GNU/Linux pour la découverte des périphériques d'entrée et les notifications de branchement à chaud. D'autres plateformes continuent à utiliser la HAL pour ces tâches pour le moment. La bibliothèque en langage C contenant les fonctions du protocole X (XCB) est maintenant incluse dans ce que les développeurs appellent le « katamari » (fusion du code source des différents modules en un seul ensemble), et est requise par plusieurs modules côté client, dont libX11, xlsatoms, xlsclients et xwininfo. XCB est un remplacement de la Xlib avec un faible encombrement, une latence réduite, un accès direct au protocole X11, une amélioration du support des threads et une extensibilité plus simple à implémenter.
La version 7.7 de X.Org est sortie le 6 juin 2012 avec initialement Xserver 1.10. Elle apporte le support des évènements multi-touches (sur touchpads et écrans tactiles), une extension de Xinput pour améliorer la fluidité des défilements, une modernisation de la documentation (conversion vers DocBook XML depuis plusieurs formats différents), le support préliminaire de GLX et XKB dans la bibliothèque XCB.
| Version | Date de sortie    | Version X11   | Principaux changements |
| ------- | ----------------- | ------------- | --- |
|         | 6 avril 2004      | X11R6.7.0     | |
|         | 8 septembre 2004  | X11R6.8.0     | Transparence et ombrage |
|         | 17 septembre 2004 | X11R6.8.1     | |
|         | 18 février 2005   | X11R6.8.2     | |
| 1.0     | 21 décembre 2005  | X11R6.9 X11R7 | Gestion du « multisiège », intégration de EXA. Compilation modulaire pour la version 7.0                                                                            |
| 1.1     | 22 mai 2006       | X11R7.1       | Intégration de AIGLX et de KDrive, amélioration de EXA |
| 1.2     | 22 janvier 2007   | X11R7.2       | Intégration de XCB… |
| 1.3     | 19 avril 2007     |               | RandR 1.2 |
| 1.4     | 6 septembre 2007  | X11R7.3       | Support du branchement à chaud des périphériques |
| 1.5     | 3 septembre 2008  | X11R7.4       | MPX |
| 1.6     | 25 février 2008   |               | RandR 1.3, DRI2, XInput 1.5 |
| 1.7     | 1er octobre 2009  | X11R7.5       | XInput 2.0, MPX… |
| 1.8     | 2 avril 2010      |               | Répertoires xorg.conf.d, gestion des entrées avec udev… |
| 1.9     | 20 décembre 2010  | X11R7.6       | Remplacement de HAL par uDev, intégration du XCB dans le Katamari...                                                                                                |
| 1.10    | 25 février 2011   |               | X Synchronisation Fences… |
| 1.11    | 26 août 2011      |               | |
| 1.12    | 4 mars 2012       | X11R7.7       | XInput 2.2 avec support multi-touches |
| 1.13    | 5 septembre 2012  |               | Nouvelle API de pilotes DDX, RandR 1.4, suppression de XAA… |
| 1.14    | 5 mars 2013       |               | XInput 2.3 |
| 1.15    | 27 décembre 2013  |               | DRI3 |
| 1.16    | 17 juillet 2014   |               | XWayland DDX, accélération GLAMOR, support de périphériques non PCI, support de systemd-logind…                                                                     |
| 1.17    | 4 février 2015    |               | Intégration de l'ancien pilote DRM/KMS générique xf86-video-modesetting, ajout du support DRI2 pour GLAMOR…                                                         |
| 1.18    | 9 novembre 2015   |               | RandR 1.5 |
| 1.19    | 15 novembre 2016  |               | Synchronisation PRIME, confinement du pointeur XWayland… |
| 1.20    | 10 mai 2018       |               | Amélioration du système de construction Meson, support de pilotes OpenGL distincts pour chaque écran X grâce à GLXVND, amélioration du support Steam VR avec RandR… |
| 21.1    | 27 octobre 2021   |               | Système de construction Meson pris en charge par les Autotools, support du taux de rafraîchissement variable, XInput 2.4                                            |

## Transition avec Wayland
Wayland, autre système de fenêtrage, tend à être livré conjointement avec X.Org sur certains projets de l'environnement UNIX dès la seconde moitié des années 2010 : 
- En 2016, l'environnement de bureau GNOME fait de Wayland sa session par défaut[14].
- En novembre 2016 la version 26 de Fedora est publiée, elle fait elle aussi de Wayland sa session par défaut[15].
- La version 17.10 du système d'exploitation Ubuntu intègre pour la première fois à X.Org une session Wayland qui devient la session par défaut du système à partir de la version 21.04[16]. X.Org est toujours accessible aux utilisateurs d'Ubuntu qui peuvent démarrer une session X.Org via le gestionnaire de connexion.
- En juillet 2019, la version 10 de Debian fait de Wayland la session par défaut du système[17].
- Le 9 octobre 2023, une requête publiée sur le dépôt GitLab de GNOME propose de franchir une première étape vers la fin du support de X.Org[18],[14], ce que prévoit déjà de faire la Fedora KDE pour sa version 40 prévue pour février 2024[19].

Certains utilisateurs ou certains projets préfèrent en effet à l'utilisation de X.Org celle de Wayland qu'ils jugent "moderne, sécurisé et plus simple" comme l'indique la documentation de Debian, tandis que d'autres jugent que Wayland n'est pas encore assez mûr et lui préfèrent la stabilité et l'ancienneté de X.Org,,.
L'on peut néanmoins constater une tendance chez un nombre croissant de projets de l'environnement UNIX à délaisser progressivement leur support de X.Org.

## Pilotes propriétaires
Les pilotes propriétaires posent des problèmes :
- les spécifications des cartes ne sont pas disponibles, ainsi il est impossible de développer des pilotes libres rapidement et efficacement (depuis fin 2007 AMD/ATI publie les spécifications de ses cartes graphiques) ;
- le développement des pilotes libres se fait par tâtonnements et parfois rétro-ingénierie, ce qui est une grande perte de temps et de ressources qui pourraient être réutilisées sur d'autres projets ;
- les pilotes propriétaires ne sont pas redistribuables avec les distributions libres, ne sont pas intégrés au système, et nécessitent une installation et une configuration séparée et spécifique ;
- l'installation d'un simple pilote graphique propriétaire fait perdre tout le bénéfice d'un système entièrement libre.

Les pilotes propriétaires des cartes graphiques ATI (à partir de la version 8.8.25) et Nvidia pour Linux supportent X.Org (ainsi que XFree86).
Intel a annoncé en août 2006 que ses pilotes pour les chipsets i965 seraient développés sous licence GNU GPL avec la communauté freedesktop.org.

## Fondation X.Org
La fondation X.Org est le représentant légal du projet et en assure la gouvernance.

### XDC, la conférence des développeurs du projet
Une fois par an, les développeurs du projet sont invités à se réunir pour un tour de conférences : la X.Org Developer's Conference (en abrégé : XDC).
Ils ont également l'occasion de s'exprimer lors d'événements tiers, comme la linux.conf (organisée autour du noyau Linux) ou le FOSDEM.

### Autres projets de la fondation
La fondation distribue également de nombreux projets sur le modèle de la fondation Apache, parmi lesquels xev, un utilitaire en ligne de commande créant une fenêtre listant tous les évènements déclenchés par le clavier. Le programme permet notamment de déterminer le keycode (en) associé à la touche du clavier tapée par l'utilisateur, voire des touches spéciales comme la touche de composition ; ceci permet in fine de définir ses propres raccourcis clavier pour ses applications graphiques préférées par exemple.